# عبد الله المحرقي (فنان بحريني)
عبد الله المحرقي هو رسام بحريني يعتبر من مؤسسي الفن الحديث في منطقة الخليج العربي.

## سيرة شخصية
وُلد عبد الله المحرقي في المنامة بالبحرين عام 1939، وقضى طفولته على شواطئها. كان والده قبطانًا لسفينة بريد تعمل بين قطر والمملكة العربية السعودية، وكانت والدته رسامة. التحق عبد الله بكلية الفنون الجميلة في القاهرة على الرغم من اعتقاد والديه أن الفن لا يتوافق مع العادات والتقاليد. رسم عبد الله أثناء دراسته صورة رائعة لأنور السادات، وحصل على شهادته في الفنون الزخرفية عام 1967. نشر المحرقى بالإضافة إلى الرسم يعض الرسوم الكاريكاتورية السياسية في صحيفة أخبار الخليج اليومية البحرينية.

## الفن
يعتبر المحرقي واحدًا من أبرز رواد الفن التشكيلي ليس في مملكة البحرين فحسب، وإنما على مستوى دول مجلس التعاون الخليجي، ولديه جناح كامل مخصص لأعماله في المتحف العربي للفن الحديث في قطر. حصل المحرقي على الكثير من الجوائز المحلية والعربية والأجنبية، منها جائزة معرض الفنون التشكيلية لفناني البحرين عام 1973، والجائزة الدولية من معرض جرولا دورو لعام 1980 في إيطاليا عن لوحته «مأساة غواص»، بالإضافة إلى حصوله على الميدالية الذهبية من صالون الفنانين الفرنسيين لعام 1983، إلى جانب وسام الكفاءة من الدرجة الأولى من جلالة الملك في العام 2007.